# Nothobranchius hassoni
Nothobranchius hassoni — вид коропозубоподібних риб родини Нотобранхові (Nothobranchiidae). 

## Поширення
Вид є ендеміком  Демократичної Республіки Конго, де зустрічається лише у басейні річок Луфва та Нижня Луфіра.